# لیر کیت
لیر کیت (انگلیسی: Lierre Keith؛ زادهٔ ۱۹۶۴ (۶۰–۶۱ سال)) نویسنده، و طرفدار محیط زیست اهل ایالات متحده آمریکا است.